# Nafissatou Thiam
Pour les articles homonymes, voir Thiam.
Nafissatou Thiam, née le 19 août 1994 à Bruxelles,, est une athlète belge, spécialiste des épreuves combinées.
Elle a remporté le titre olympique en heptathlon aux Jeux olympiques de 2016 à Rio de Janeiro, de 2020 à Tokyo et de 2024 à Paris, devenant la première heptathlonienne à réaliser un triplé olympique consécutif et la première sportive belge à obtenir trois médailles d'or olympiques consécutives. Elle a également été sacrée à deux reprises championne du monde de la discipline en 2017 à Londres et en 2022 à Eugene. Elle est triple championne d'Europe de l'heptathlon en 2018, 2022 et en 2024, ainsi que triple championne d'Europe en salle du pentathlon en titre, en 2017, en 2021 et en 2023.
Elle a réalisé sa meilleure performance à l'heptathlon en 2017 à l'Hypo-Meeting de Götzis, en totalisant 7 013 points, devenant la troisième meilleure heptathlète de tous les temps après l'Américaine Jackie Joyner-Kersee et la Suédoise Carolina Klüft.
Elle bat le record du monde du pentathlon le 3 mars 2023 lors des championnats d'Europe en salle à Istanbul en totalisant 5 055 points.

## Biographie

### Vie personnelle
Nafissatou Thiam est la fille d'une mère belge (Danièle Denisty) et d'un père sénégalais. Elle a deux frères et une sœur et habite à Rhisnes, un village de la commune de La Bruyère, en région namuroise. Son père étant retourné vivre au Sénégal, elle a été élevée, ainsi que sa sœur et ses frères, par sa mère en Belgique.
Parallèlement à sa carrière sportive, elle suit des études de géographie à l'université de Liège.

### Carrière sportive
En 2011, Nafissatou Thiam participe aux Championnats du monde jeunesse à Lille. Elle y atteint la 4e place de l'heptathlon avec 5 366 points (14 s 51 - 1,81 m - 12,00 m - 27 s 25 - 5,64 m - 44,16 m - 2 min 35 s 26), juste derrière sa compatriote Marjolein Lindemans.
En 2012, Nafissatou Thiam participe aux Championnats du monde juniors à Barcelone. Elle y atteint la 14e place de l'heptathlon avec 5 384 points (14 s 44 - 1,81 m - 13,52 m - 25 s 81 - 4,39 m - 44,99 m - 2 min 26 s 58), en améliorant son record personnel sur le 100 mètres haies et sur le 800 mètres.

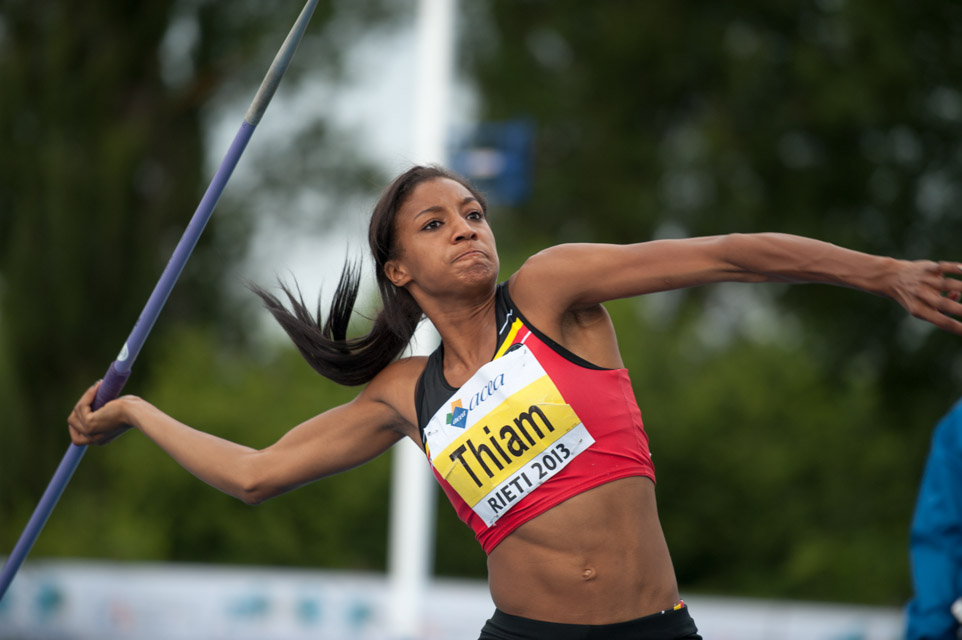
Nafissatou Thiam à Rieti en 2013.

Le 3 février 2013, lors des championnats de Belgique d’épreuves combinées de Gand, Nafissatou Thiam établit un nouveau record du monde junior du pentathlon en totalisant 4 558 points après les cinq épreuves (8 s 65 - 1,84 m - 14,00 m - 6,30 m - 2 min 21 s 18). Elle améliore de 23 points l'ancienne meilleure marque mondiale de la Suédoise Carolina Klüft établie lors des Championnats d'Europe en salle de 2002. Toutefois, ce record n'a pas été validé par l'IAAF car le contrôle antidopage n'a été effectué que le lendemain de l'événement.
Grâce à cette performance, elle est invitée en mars 2013 aux Championnats d'Europe en salle à Göteborg. Elle y atteint la 6e place avec 4 493 points (8 s 63 - 1,87 m - 13,88 m - 6,17 m - 2 min 25 s 64) en égalant sa meilleure performance au saut en hauteur en salle.
Elle participe ensuite au 6e meeting d'Afrique des épreuves combinées, à Bambous sur l'Île Maurice. Elle y réussit à battre quatre de ses records personnels (hauteur, poids, 200 m et javelot) pour porter le nouveau record de Belgique junior d'heptathlon à 6 021 points (14 s 53 - 1,90 m - 14,01 m - 24 s 89 - 6,00 m - 46,48 m - 2 min 31 s 32), soit 105 unités de mieux que sa précédente marque (5 916) réalisée en 2012 à Verviers.
En juillet 2013, elle participe aux Championnats d'Europe juniors à Rieti. Elle y réalise de très bonnes performances en battant ses records personnels au 100 m haies, au lancer du poids, au saut en longueur, au lancer du javelot et au 800 m. Elle totalise ainsi 6 298 points (13 s 87 - 1,89 m - 14,26 m - 25 s 15 - 6,37 m - 46,94 m - 2 min 24 s 89). Elle remporte la médaille d'or et bat le record de Belgique d'heptathlon de Tia Hellebaut (6 201 points).
Elle est sélectionnée pour les Championnats du monde en août 2013. Elle y améliore son record à la hauteur (1,92 m) en remportant cette épreuve. Elle termine à la 14e place avec 6 070 points.

#### 2014-2015: médailles européennes

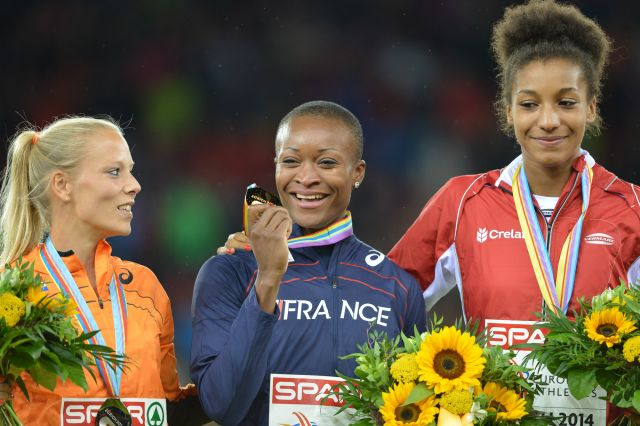
Nadine Broersen, Antoinette Nana Djimou et Nafissatou Thiam sur le podium des Championnats d'Europe de Zürich en 2014.

En 2014, Nafissatou Thiam participe à l'Hypo-Meeting de Götzis. Elle débute en améliorant ses records du 100 m haies (13 s 81), du saut en hauteur (1,93 m), du lancer du poids (15,03 m) et du 200 m (24 s 78). Le lendemain, elle bat ses records au javelot (51,90 m) et au 800 m (2 min 22 s 98) et améliore son record de l'heptathlon de 210 points pour le porter à 6 508 points. Elle termine à la 5e place de l'épreuve.
Aux championnats d'Europe 2014 à Zurich, elle améliore son record à la hauteur (1,97 m) et au 800 m (2 min 20 s 79) pour décrocher la médaille de bronze.
En mars 2015, elle participe au pentathlon des championnats d'Europe en salle à Prague. Elle y égale son record au 60 m haies (8 s 42) et améliore celui au lancer du poids (14,80 m). Elle termine alors à la 2e place avec un total de 4 696 points, derrière la Britannique Katarina Johnson-Thompson qui frôle le record du monde avec 5 000 points. Fin mai, elle participe au meeting de Götzis. Elle y améliore son record sur 100 m haies (13 s 79) et au javelot (52,03 m) et termine à la 9e place.

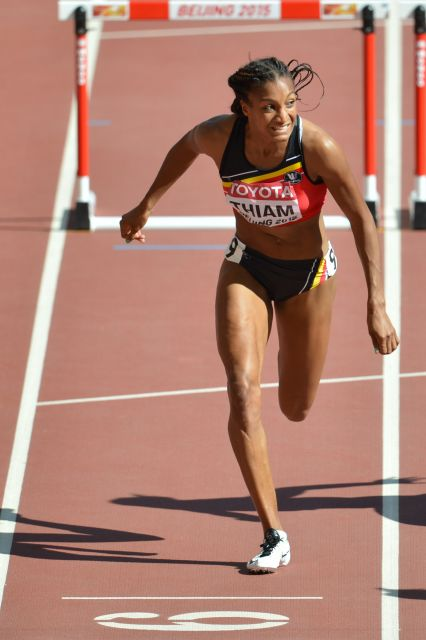
Nafissatou Thiam lors du 100 m haies de l'heptathlon des Championnats du monde 2015.

Aux championnats du monde, elle bat son record au lancer du poids (15,24 m), mais termine son heptathlon avec 6 298 points, à plus de 200 points de son record personnel. Elle se classe 11e de l'épreuve.

#### 2016: championne olympique de l'heptathlon à Rio
Le 22 mai 2016 à Namur, Nafissatou Thiam se qualifie pour les Jeux olympiques de Rio au saut en hauteur avec un saut à 1,94 m. La semaine suivante, elle participe à l'Hypo-Meeting de Götzis où elle améliore son record personnel sur 100 m haies (13 s 63) et sur 800 m (2 min 17 s 28) et termine à la 4e place avec un total de 6 491 points.
Le 6 juillet, Nafissatou Thiam participe à l'épreuve de saut en hauteur des championnats d'Europe à Amsterdam et échoue au pied du podium avec un saut à 1,93 m.
Aux Jeux olympiques : après avoir amélioré ses records aux 100 m haies (13 s 56) et à la hauteur (1,98 m), elle réalise la meilleure performance mondiale en heptathlon au saut en hauteur et remporte le lancer du poids. Le lendemain, elle bat ses records personnels au saut en longueur (6,58 m), au lancer du javelot (53,13 m) et ce malgré une blessure au coude qui ne lui a permis de réaliser qu'un seul jet mais également au 800 m (2 min 16 s 54) pour totaliser 6 810 points et ainsi améliorer son record personnel de plus de 300 points,. Grâce à ce nouveau record, elle remporte la médaille d'or olympique, alors qu'elle ne partait pas favorite, et devance sur le podium la tenante du titre britannique Jessica Ennis-Hill (6 775) et la championne du monde en salle 2016 Brianne Theisen-Eaton (6 653).
Le 9 septembre, elle s'impose au saut en hauteur du Mémorial Van Damme de Bruxelles devant son public, avec un saut à 1,93 m. Elle devance Levern Spencer, Inika McPherson et Svetlana Radzivil, toutes trois également créditées de 1,93 m.
Le 2 décembre, Nafissatou Thiam est élue étoile montante mondiale de l'année 2016.

#### 2017: reine incontestée des épreuves combinées
Nafissatou Thiam ouvre sa saison hivernale 2017 à l'occasion du meeting indoor de Paris le 8 février sur un triathlon : elle signe notamment un record personnel au lancer du poids avec 15,35 m.
Dix jours plus tard, elle remporte le 60 m haies des championnats de Belgique à Gand en améliorant par deux fois son record personnel : 8 s 38 puis 8 s 37. Elle est peu après sacrée au saut en hauteur avec 1,90 m.

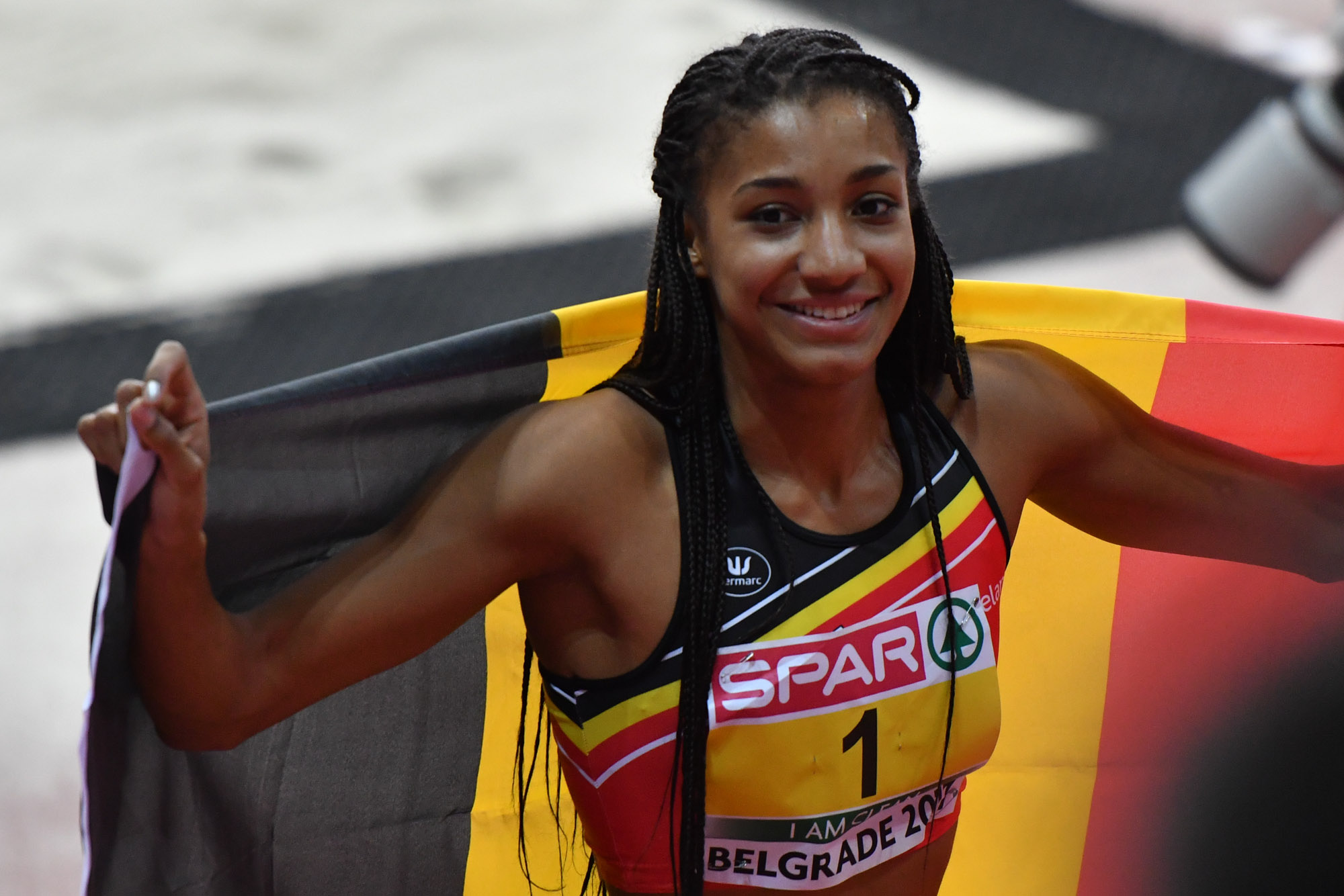
Nafi Thiam lors de l'Euro en salle 2017.

Elle participe ensuite à l'heptathlon des Championnats d'Europe en salle de Belgrade. Lors de ces championnats, elle améliore son record personnel sur 60 m haies (8 s 23) et à la hauteur (1,96 m) puis réalise 15,29 m au lancer du poids. Après trois épreuves, la Belge est en avance de 80 points sur le record du monde en salle de Nataliya Dobrynska (5 013 points en 2012). Après un bon saut en longueur (6,37 m) et un 800 m plus difficile (2 min 24 s 44), elle ne bat pas ce record mondial mais décroche son 1er titre européen avec un total de 4 870 points, améliorant son record personnel (4 696 à Prague), à seulement 7 unités du record de Belgique de Tia Hellebaut réalisé en 2008.
Le 27 mai 2017, la Belge participe à l'Hypo-Meeting de Götzis et y réalise trois records sur quatre épreuves lors de la première journée : 13 s 29 au 100 m haies, 1,98 m en hauteur (record personnel égalé) et 24 s 40 au 200 m. À la fin de la première journée, elle totalise 4 056 points. Le lendemain, elle réalise 6,56 m au saut en longueur puis établit un nouveau record de Belgique du lancer du javelot avec 59,32 m. Elle termine en 2 min 15 s 24 (nouveau record personnel) au 800 mètres et décroche la première place en battant le record du meeting avec un total de 7 013 points. Elle établit un nouveau record de Belgique et devient la 4e femme à franchir la barre des 7 000 points et la 3e performeuse mondiale de tous les temps à l'heptathlon féminin,.
Le 5 août, elle participe aux championnats du monde de Londres et réalise 13 s 54 au 100 m haies avant d'établir un record du saut en hauteur de l'heptathlon des championnats du monde avec 1,95 m. Le lendemain, elle totalise 6 784 points et est sacrée championne du monde. Elle apporte par la même occasion le premier titre pour la Belgique en Championnats du monde. Elle devance l'Allemande Carolin Schäfer (6 696 points) et la Néerlandaise Anouk Vetter (6 636 points).
Le 24 novembre 2017 elle est élue athlète mondiale de l'année.

#### 2018: championne d'Europe

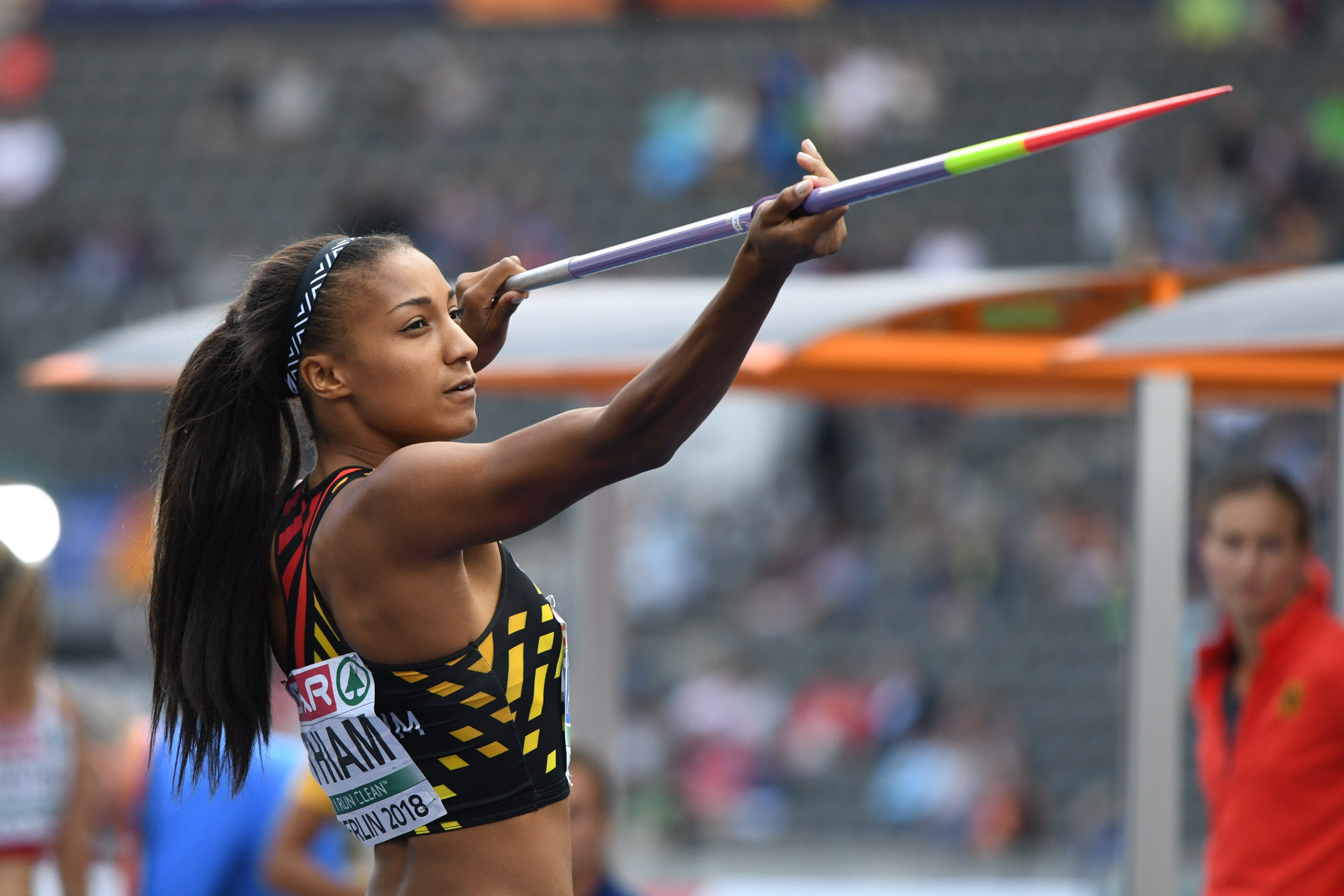
Nafi Thiam lors des Championnats d'Europe 2018

À la surprise générale, le 20 février 2018, Nafi Thiam annonce faire l'impasse sur les championnats du monde en salle de Birmingham, précisant que l'objectif est les championnats d'Europe de Berlin.
Fin mai, elle participe au Hypo-Meeting de Götzis. Elle y bat trois de ses records personnels : 2,02 m au saut en hauteur (meilleure performance de tous les temps dans un heptathlon), 15,29 m au lancer du poids et 6,62 m au saut en longueur. Alors qu'elle semble en bonne voie pour battre le record d'Europe (7 032 points), elle passe à côté de son concours du lancer du javelot, pourtant l'une de ses forces. Elle parvient cependant à remporter le meeting une seconde fois d'affilée avec un score de 6 806 points, sa troisième meilleure performance.
Le 9 août, Nafissatou Thiam commence sa campagne aux championnats d'Europe de Berlin : elle court en 13 s 69 au 100 m haies, puis remporte le saut en hauteur avec 1,91 m. Au lancer du poids, elle bat son record personnel avec 15,35 m, avant de conclure la journée avec un chrono de 24 s 81 sur 200 m. Elle vire en deuxième position du classement général, derrière la Britannique Katarina Johnson-Thompson. Le lendemain, elle débute par une performance de 6,60 m au saut en longueur, avant de battre au lancer du javelot le record des championnats en heptathlon avec 57,91 m. Au 800 m, elle maintient l'écart face à la Britannique et remporte le titre continental avec 6 816 points, meilleure performance mondiale de l'année, devant Katarina Johnson-Thompson (6 759 pts) et Carolin Schäfer (6 602 pts). Elle est alors simultanément championne olympique, du monde et d'Europe.

#### 2019: vice-championne du monde à Doha
Le 14 janvier 2019, elle annonce son forfait pour la saison hivernale à cause d'une blessure au mollet gauche. Elle commence sa saison estivale par les Interclubs en Belgique et signe son record sur 200 m en 24 s 37 puis réalise 6,65 m au saut en longueur à Leyde, le 8 juin, mais avec vent trop favorable (+ 4,1 m/s).
Le 22 juin, elle commence son premier heptathlon de l'année lors du Décastar de Talence : après un temps de 13 s 49 (- 0,8 m/s) au 100 m haies, elle bat son propre record du monde du saut en hauteur en heptathlon avec une barre à 2,02 m, record personnel. À titre comparatif, seules 3 athlètes — toutes trois spécialistes du saut en hauteur — ont franchi cette barre ou plus depuis les Jeux olympiques de 2016. Elle enchaîne par un record au lancer du poids (15,41 m) et conclut sa première journée en 24 s 55 sur 200 m, dans un fort vent de face (- 2,4 m/s). Le lendemain, elle bat son record personnel au saut en longueur avec 6,67 m (+ 1,6 m/s) et améliore de deux centimètres le record de Belgique. Elle se blesse au coude lors du lancer du javelot et ne réussit que 47 m 25, ce qui l'empêche de battre le record d'Europe. Elle prend tout de même part au 800 m qu'elle termine en 2 min 20 s 46, et établit la meilleure performance mondiale de l'année avec 6 819 points, c'est-à-dire son 5e total au-delà des 6 800 points.
Le 18 août, à Birmingham, elle est alignée pour la première fois sur le saut en longueur dans une meeting de Ligue de diamant et elle remporte à la surprise générale la compétition devant les spécialistes, en s'imposant avec 6,86 m (+ 0,9 m/s), améliorant de 19 centimètres son propre record de Belgique. Elle devance la Serbe Ivana Španović (6,85 m), et sa rivale de l'heptathlon Katarina Johnson-Thompson (6,85 m).
En octobre, elle participe aux Championnats du monde en tant que tenante du titre. Elle réalise une bonne première journée avec 13 s 36 au 100 m haies, 1,95 m au saut en hauteur, 15,22 m au lancer du poids et 24 s 60 au 200 m. Le lendemain, elle ne parvient pas à réaliser une grosse performance (6,40 m au saut en longueur, 48,04 m au lancer du javelot, blessée au coude, et 2 min 18 s 93 au 800 m). Elle obtient un total de 6 677 points et remporte la médaille d'argent, devancée par Katarina Johnson-Thompson qui totalise 6 981 points, améliorant son record personnel.

#### 2020: année olympique avortée
Le 28 février 2020, la Belge annonce qu'elle ne participera à aucun heptathlon avant les Jeux olympiques de Tokyo, une première pour elle dans sa carrière, ne disputant ainsi que des épreuves individuelles à l'occasion de meetings, notamment au saut en hauteur. Invitée à Liévin pour les championnats de France Elite en salle, elle remporte le concours du saut en longueur en battant son record personnel en salle avec un saut à 6,79 m. Les Jeux olympiques sont finalement reportés à 2021 à cause de la pandémie de Covid-19.

#### 2021: championne d'Europe en salle et seconde médaille d'or olympique
Lors des championnats de Belgique en salle, Nafissatou Thiam est la seule participante au concours de saut en longueur à cause des restrictions liée à la pandémie de Covid-19. Finalement déclarée positive au Covid-19, elle ne participe pas aux championnats.
Aux championnats d'Europe en salle, elle prend part au pentathlon. Elle court le 60 m haies en 8 s 31, la deuxième meilleure performance de sa carrière, puis réalise 1,89 m au saut en hauteur, lance le poids à 15,16 mètres et améliore ses records personnels au saut en longueur (6,60 m) et au 800 mètres (2 min 18 s 80). Ces performances lui permettent de battre le record de Belgique du pentathlon alors détenu par Tia Hellebaut avec 4904 points et remporter la médaille d'or devant sa compatriote Noor Vidts.
Aux Jeux olympiques de Tokyo, elle réalise un total de 6 791 points pour remporter la médaille d'or devant la néerlandaise Anouk Vetter. Elle devient ainsi la seconde heptathlonienne à conserver son titre olympique et la première sportive belge à obtenir deux médailles d'or olympiques consécutives.

#### 2022: championne du monde et championne d'Europe

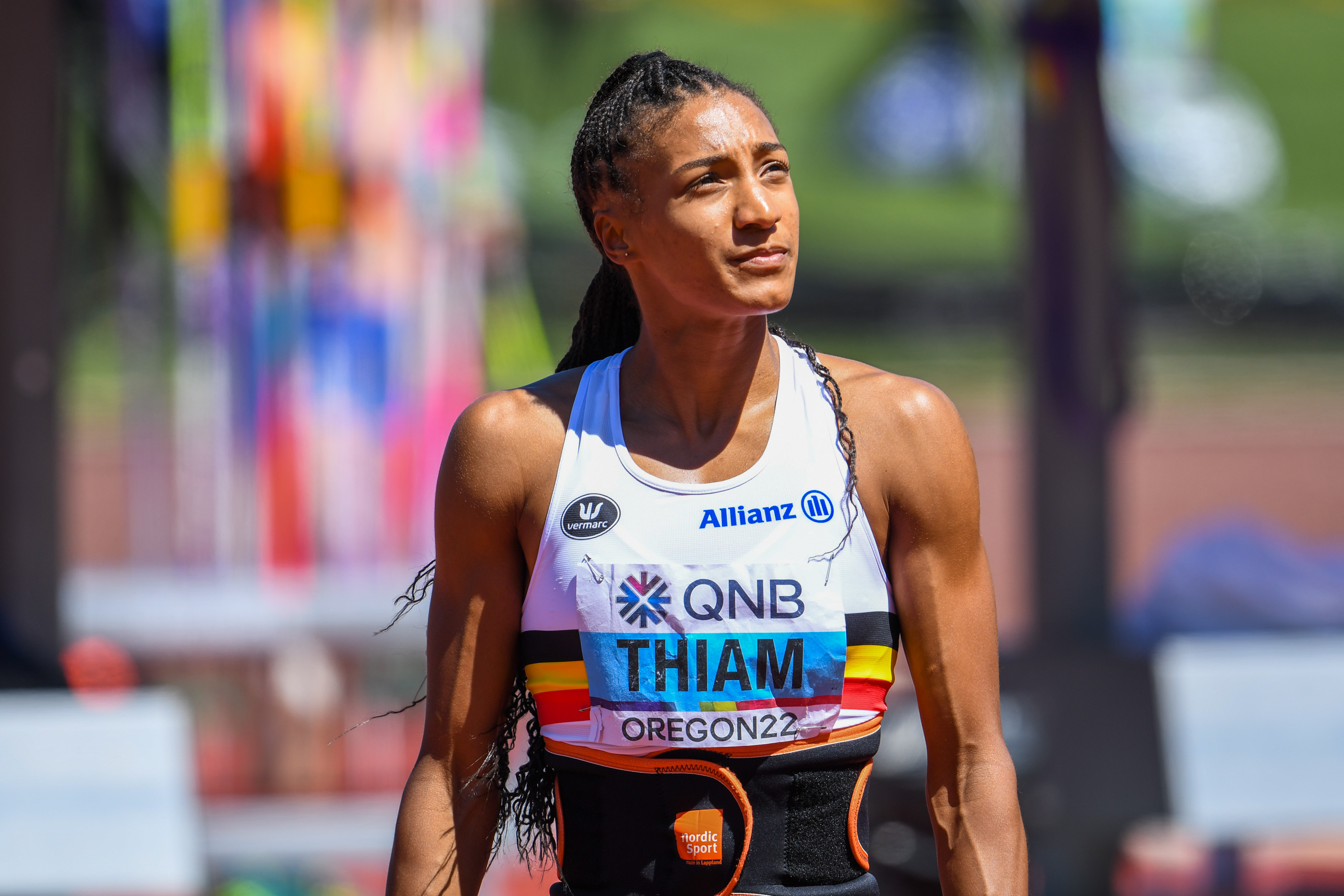
Nafissatou Thiam lors des championnats du monde 2022.

Les 17 et 18 juillet 2022, elle participe aux championnats du monde disputés à Eugene dans l'Oregon et y remporte la médaille d'or de l'heptathlon. Elle commence de la meilleure façon ces championnats en battant son record sur 100 mètres haies en 13 s 21. Deuxième derrière la Néerlandaise Anouk Vetter après six épreuves, elle parvient à renverser la situation en sa faveur lors du 800 mètres final en battant son record personnel en 2 min 13 s et termine avec 6 947 points
Le 17 et 18 août 2022, Naffisatou Thiam participe aux championnats d'Europe à Munich et termine à la première place de l'heptathlon avec 6 628 points.
En octobre 2022, elle annonce le remplacement de son entraîneur Roger Lespagnard par Michael Van der Plaetsen.

#### 2023: record du monde du pentathlon

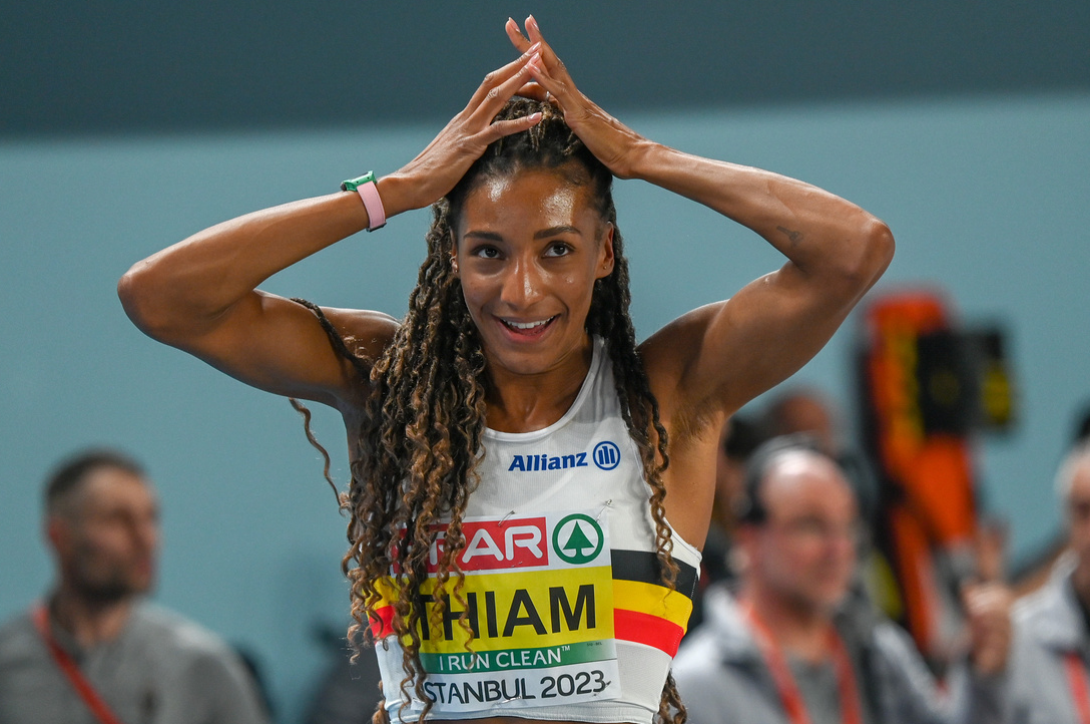
Aux championnats d'Europe en salle de 2023.

Le 3 mars 2023, à Istanbul à l'occasion des championnats d'Europe en salle, Nafissatou Thiam améliore de 42 points le record du monde du pentathlon détenu depuis 2012 par l'Ukrainienne Nataliya Dobrynska en réalisant 5 055 pts au terme des cinq épreuves. De plus, elle ajoute un nouveau sacre européen à son palmarès et devient avec trois médailles d'or remportées l'athlète féminine la plus titrée dans cette compétition. Elle devance Adrianna Sułek qui établit elle aussi une performance supérieure à l'ancien record du monde (5 014 pts) et Noor Vidts, médaillée de bronze avec 4 823 pts.
Atteinte de douleurs aux tendons d'Achille, Thiam déclare forfait pour les championnats du monde de Budapest.

#### 2024: championne d'Europe et troisième médaille d'or olympique
Elle remporte l'or à l'épreuve d'heptathlon aux championnat d'Europe 2024 à Rome.
Lors des Jeux olympiques 2024 de Paris, elle s'impose avec un total de 6 880 points devant la Britannique Katarina Johnson-Thompson. Au coude à coude avec la Britannique jusqu'à la dernière épreuve, elle améliore son record du lancer du poids à 15,54 m et celui du 800 mètres à 2 min 10 s 62. Elle devient la première heptathlonienne à devenir triple championne olympique dans cette discipline après ses médailles d'or dans les deux olympiades précédentes.

## Palmarès

### Épreuves internationales
| Date | Compétition                       | Lieu           | Résultat | Épreuve    | Résultat  |
| ---- | --------------------------------- | -------------- | -------- | ---------- | --------- |
| 2011 | Championnats du monde cadets      | Lille          | 4e       | Heptathlon | 5 366 pts |
| 2012 | Championnats du monde juniors     | Barcelone      | 14e      | Heptathlon | 5 384 pts |
| 2013 | Championnats d'Europe en salle    | Göteborg       | 6e       | Pentathlon | 4 493 pts |
| 2013 | Championnats d'Europe par équipes | Dublin         | 1re      | Hauteur    | 1,89 m    |
| 2013 | Championnats d'Europe juniors     | Rieti          | 1re      | Heptathlon | 6 298 pts |
| 2013 | Jeux de la Francophonie           | Nice           | 4e       | Hauteur    | 1,83 m    |
| 2013 | Championnats du monde             | Moscou         | 14e      | Heptathlon | 6 070 pts |
| 2014 | Championnats du monde en salle    | Sopot          | 8e       | Hauteur    | 1,90 m    |
| 2014 | Championnats d'Europe             | Zurich         | 3e       | Heptathlon | 6 423 pts |
| 2015 | Championnats d'Europe en salle    | Prague         | 2e       | Pentathlon | 4 696 pts |
| 2015 | Championnats d'Europe espoirs     | Tallinn        | 2e       | Hauteur    | 1,87 m    |
| 2015 | Championnats du monde             | Pékin          | 11e      | Heptathlon | 6 298 pts |
| 2016 | Championnats d'Europe             | Amsterdam      | 4e       | Hauteur    | 1,93 m    |
| 2016 | Jeux olympiques                   | Rio de Janeiro | 1re      | Heptathlon | 6 810 pts |
| 2017 | Championnats d'Europe en salle    | Belgrade       | 1re      | Pentathlon | 4 870 pts |
| 2017 | Hypo-Meeting                      | Götzis         | 1re      | Heptathlon | 7 013 pts |
| 2017 | Championnats du monde             | Londres        | 1re      | Heptathlon | 6 784 pts |
| 2018 | Hypo-Meeting                      | Götzis         | 1re      | Heptathlon | 6 806 pts |
| 2018 | Championnats d'Europe             | Berlin         | 1re      | Heptathlon | 6 816 pts |
| 2019 | Décastar                          | Talence        | 1re      | Heptathlon | 6 819 pts |
| 2019 | Championnats du monde             | Doha           | 2e       | Heptathlon | 6 677 pts |
| 2021 | Championnats d'Europe en salle    | Toruń          | 1re      | Pentathlon | 4 904 pts |
| 2021 | Jeux olympiques                   | Tokyo          | 1re      | Heptathlon | 6 791 pts |
| 2022 | Championnats du monde             | Eugene         | 1re      | Heptathlon | 6 947 pts |
| 2022 | Championnats d'Europe             | Munich         | 1re      | Heptathlon | 6 628 pts |
| 2023 | Championnats d'Europe en salle    | Istanbul       | 1re      | Pentathlon | 5 055 pts |
| 2024 | Championnats d'Europe             | Rome           | 1re      | Heptathlon | 6 848 pts |
| 2024 | Jeux olympiques                   | Paris          | 1re      | Heptathlon | 6 880 pts |

### Championnats de Belgique
|         |             | 2011 | 2012 | 2013 | 2014 | 2015 | 2016 | 2017 | 2018 | 2019 | 2020 | 2021 | 2022 | 2023 | 2024 | 2025 |
| Indoor  | Longueur    | 3e   | –    | –    | –    | –    | 1re  | –    | 2e   | –    | –    | –    | –    | –    | –    | –    |
| Indoor  | Hauteur     | –    | –    | –    | –    | 1re  | –    | 1re  | –    | –    | –    | –    | –    | –    | –    | –    |
| Indoor  | Poids       | –    | –    | –    | 2e   | 3e   | –    | –    | –    | –    | –    | –    | –    | –    | –    | –    |
| Indoor  | Pentathlon  | –    | –    | –    | –    | –    | 1re  | –    | –    | –    | –    | –    | –    | –    | –    | –    |
| Indoor  | 60 m haies  | –    | –    | –    | –    | –    | –    | 1re  | 3e   | –    | 3e   | –    | –    | –    | –    | –    |
| Outdoor | Longueur    | –    | –    | –    | –    | 1re  | –    | –    | 1re  | –    | –    | –    | 1re  | –    | –    | 1re  |
| Outdoor | Hauteur     | –    | –    | –    | –    | –    | –    | –    | –    | –    | –    | 4e   | –    | –    | –    | –    |
| Outdoor | Poids       | –    | –    | –    | –    | 2e   | –    | –    | –    | –    | –    | 2e   | –    | –    | –    | –    |
| Outdoor | Javelot     | –    | 2e   | –    | –    | –    | 3e   | –    | –    | –    | –    | –    | –    | 1re  | –    | –    |
| Outdoor | 100 m haies | –    | –    | –    | –    | –    | 2e   | –    | –    | 2e   | –    | –    | 2e   | –    | –    | –    |

## Records

### Épreuves combinées
| Épreuve           | Performance    | Lieu    | Date            |
| ----------------- | -------------- | ------- | --------------- |
| 100 mètres haies  | 13 s 21        | Eugene  | 17 juillet 2022 |
| Saut en hauteur   | 2,02 m (WHB)   | Talence | 22 juin 2019    |
| Lancer du poids   | 15,54 m        | Paris   | 8 août 2024     |
| 200 mètres        | 24 s 39        | Eugene  | 17 juillet 2022 |
| Saut en longueur  | 6,67 m         | Talence | 23 juin 2019    |
| Lancer du javelot | 59,32 m (NR)   | Götzis  | 28 mai 2017     |
| 800 mètres        | 2 min 10 s 62  | Paris   | 9 août 2024     |
| Heptathlon        | 7 013 pts (NR) | Götzis  | 28 mai 2017     |

| Épreuve          | Performance    | Lieu              | Date                    |
| ---------------- | -------------- | ----------------- | ----------------------- |
| 60 mètres haies  | 8 s 23         | Belgrade Istanbul | 3 mars 2017 3 mars 2023 |
| Saut en hauteur  | 1,96 m         | Belgrade          | 3 mars 2017             |
| Lancer du poids  | 15,54 m        | Istanbul          | 3 mars 2023             |
| Saut en longueur | 6,60 m         | Toruń             | 5 mars 2021             |
| 800 mètres       | 2 min 13 s 60  | Istanbul          | 3 mars 2023             |
| Pentathlon       | 5 055 pts (WR) | Istanbul          | 3 mars 2023             |

### Épreuves individuelles
| Épreuve          | Performance | Lieu              | Date         |
| ---------------- | ----------- | ----------------- | ------------ |
| 200 mètres       | 24 s 37     | Gaurain-Ramecroix | 19 mai 2019  |
| Saut en longueur | 6,86 m (NR) | Birmingham        | 18 août 2019 |

### Ses meilleures performances en épreuves combinées
| Performance    | Lieu           | Date            |
| -------------- | -------------- | --------------- |
| 7 013 pts (NR) | Götzis         | 28 mai 2017     |
| 6 947 pts      | Eugene         | 18 juillet 2022 |
| 6 880 pts      | Paris          | 9 août 2024     |
| 6 848 pts      | Rome           | 8 juin 2024     |
| 6 819 pts      | Talence        | 23 juin 2019    |
| 6 816 pts      | Berlin         | 10 août 2018    |
| 6 810 pts      | Rio de Janeiro | 13 août 2016    |
| 6 806 pts      | Götzis         | 27 mai 2018     |

## Récompenses
- Spike d'Or 2013, 2014, 2015, 2016, 2017, 2018, 2019, 2021, 2022 et 2024[61].
- Espoir belge de l'année 2013.
- Mérites sportifs de la Fédération Wallonie-Bruxelles : meilleure sportive 2013.
- Citoyenne d'honneur de Liège 2013[62]
- Chevalière du Mérite wallon (Ch.M.W.) en 2014.
- Sportive belge de l'année 2014, 2016 et 2017.
- Trophée de l'athlète européen de l'année : étoile montante 2016[63].
- Trophée IAAF de l'espoir de l'année 2016.
- Trophée national du Mérite sportif 2016[64].
- Commandeure du Mérite wallon (C.M.W.) en 2016.
- Trophée IAAF de l'athlète de l'année 2017.
- Grand officier de l'ordre de Léopold en 2023[65].

## Hommage
Depuis 2018, elle est représentée en pied sur la Fresque des Wallons à Namur.